# Hidenori Nara
Hidenori Nara (jap. 奈良英則 Nara Hidenori; ur. 8 września 1965) - japoński zapaśnik w stylu wolnym. Zajął szesnaste miejsce na mistrzostwach świata w 1991. Brązowy medal na igrzyskach azjatyckich w 1990. Trzeci w mistrzostwach Azji w 1987 i czwarty w 1993 roku.
Jego syn Yūta Nara jest również zapaśnikiem.